# Lista de inscrições ao Oscar de melhor filme estrangeiro em 2013
Lista de inscrições ao Oscar de melhor filme estrangeiro para o Oscar 2013 85ª edição da premiação. O prêmio é concedido anualmente pela Academia de Artes e Ciências Cinematográficas a um longa-metragem produzido fora dos Estados Unidos que contenha principalmente diálogos em outros idiomas que não o inglês.
Para concorrer na edição 2013 do Oscar, os filmes inscritos devem ter sido lançados nos cinemas em seus respectivos países entre 1º de outubro de 2011 e 30 de setembro de 2012.

## Filmes inscritos
| País                 | Título em português            | Título em inglês                 | Título original               | Idiomas                         | Direção                            | Resultadoadoado |
| -------------------- | ------------------------------ | -------------------------------- | ----------------------------- | ------------------------------- | ---------------------------------- | --------------- |
| Afeganistão          | A Pedra da Paciência           | The Patience Stone               | سنگ صبور                      | Persa                           | Atiq Rahimi                        | Não indicado    |
| África do Sul        |                                | Little One                       | Umfaan                        | Afrikaans                       | Darrell Roodt                      | Não indicado    |
| Albânia              |                                | Pharmakon                        | Pharmakon                     | Albanês                         | Joni Shanaj                        | Não indicado    |
| Alemanha             | Barbara                        | Barbara                          | Barbara                       | Alemão                          | Christian Petzold                  | Não indicado    |
| Argélia              |                                | Zabana!                          | زبانة                         | Árabe, Francês                  | Saïd Ould Khelifa                  | Não indicado    |
| Argentina            | Infância Clandestina           | Clandestine Childhood            | Infancia clandestina          | Espanhol                        | Benjamín Ávila                     | Não indicado    |
| Armênia              |                                | If Only Everyone                 | Եթե բոլորը                    | Armênio, Russo                  | Nataliya Belyauskene               | Não indicado    |
| Austrália            |                                | Lore                             | Lore                          | Alemão                          | Cate Shortland                     | Não indicado    |
| Áustria              | Amor                           | Amour                            | Amour                         | Francês                         | Michael Haneke                     | Ganhou o Oscar  |
| Azerbaijão           |                                | Buta                             | Buta                          | Azeri                           | Ilgar Najaf                        | Não indicado    |
| Bangladesh           |                                | Pleasure Boy Komola              | ঘেটুপুত্র কমলা                     | Bengali                         | Humayun Ahmed                      | Não indicado    |
| Bélgica              | Perder a Razão                 | Our Children                     | À perdre la raison            | Francês                         | Joachim Lafosse                    | Não indicado    |
| Bósnia e Herzegovina | Crianças de Sarajevo           | Children of Sarajevo             | Djeca                         | Bósnio                          | Aida Begić                         | Não indicado    |
| Brasil               | O Palhaço                      | The Clown                        | O Palhaço                     | Português                       | Selton Mello                       | Não indicado    |
| Bulgária             |                                | Sneakers                         | Кецове                        | Búlgaro                         | Valeri Yordanov                    | Não indicado    |
| Camboja              |                                | Lost Loves                       | ឃ្លាតទៅសែនឆ្ងាយ                     | Khmer                           | Chhay Bora                         | Não indicado    |
| Canadá               | A Feiticeira da Guerra         | War Witch                        | Rebelle                       | Francês, Lingala                | Kim Nguyen                         | Indicado        |
| Cazaquistão          |                                | Myn Bala: Warriors of the Steppe | Жаужүрек мың бала             | Casaque                         | Akan Satayev                       | Não indicado    |
| Chéquia              | Paisagem na Sombra             | In the Shadow                    | Ve stínu                      | Tcheco, Alemão                  | David Ondříček                     | Não indicado    |
| Chile                | No                             | No                               | No                            | Espanhol                        | Pablo Larraín                      | Indicado        |
| China                | Presa Na Internet              | Caught in the Web                | 搜索                          | Língua mandarim                 | Chen Kaige                         | Não indicado    |
| Colômbia             |                                | El cartel de los sapos           | El Cartel de los Sapos        | Espanhol                        | Carlos Moreno                      | Não indicado    |
| Coreia do Sul        | Pietà                          | Pietà                            | 피에타                        | Coreano                         | Kim Ki-duk                         | Não indicado    |
| Croácia              | Canibal Vegetariano            | Vegetarian Cannibal              | Ljudožder vegetarijanac       | Croata                          | Branko Schmidt                     | Não indicado    |
| Dinamarca            | O Amante da Rainha             | En kongelig affære               | En kongelig affære            | Dinamarquês                     | Nikolaj Arcel                      | Indicado        |
| Eslováquia           |                                | Made in Ash                      | Až do mesta Aš                | Eslovaco, Alemão, Tcheco        | Iveta Grófová                      | Não indicado    |
| Eslovênia            | Uma Viagem                     | A Trip                           | Izlet                         | Slovene                         | Nejc Gazvoda                       | Não indicado    |
| Espanha              | Branca de Neve                 | Blancanieves                     | Blancanieves                  | Espanhol                        | Pablo Berger                       | Não indicado    |
| Estónia              |                                | Mushrooming                      | Seenelkäik                    | Estoniano                       | Toomas Hussar                      | Não indicado    |
| Filipinas            | Meu Amigo Bwakaw               | Bwakaw                           | Bwakaw                        | Tagalog                         | Jun Lana                           | Não indicado    |
| França               | Intocáveis                     | Intouchables                     | Intouchables                  | Francês                         | Olivier Nakache and Eric Toledano  | Pré-lista       |
| Geórgia              |                                | Keep Smiling                     | გაიღიმეთ                      | Georgiano                       | Rusudan Chkonia                    | Não indicado    |
| Grécia               | Mundo Injusto                  | Unfair World                     | Adikos kosmos / Άδικος Κόσμος | Grego                           | Filippos Tsitos                    | Não indicado    |
| Gronelândia          |                                | Inuk                             | Inuk                          | Greenlandic                     | Mike Magidson                      | Não indicado    |
| Hong Kong            |                                | Life Without Principle           | 奪命金                        | Língua cantonesa                | Johnnie To                         | Não indicado    |
| Hungria              | Apenas o Vento                 | Just the Wind                    | Csak a szél                   | Húngaro                         | Benedek Fliegauf                   | Não indicado    |
| Índia                | Barfi!                         | Barfi!                           | बर्फी                           | Hindi                           | Anurag Basu                        | Não indicado    |
| Indonésia            |                                | The Dancer                       | Sang Penari                   | Indonésio, Banyumasan           | Ifa Isfansyah                      | Não indicado    |
| Islândia             | Sobrevivente                   | The Deep                         | Djúpið                        | Islandês                        | Baltasar Kormákur                  | Pré-lista       |
| Israel               |                                | Fill the Void                    | למלא את החלל                  | Hebraico                        | Rama Burshtein                     | Não indicado    |
| Itália               | César Deve Morrer              | Caesar Must Die                  | Cesare deve morire            | italiano                        | Irmãos Taviani                     | Não indicado    |
| Japão                |                                | Our Homeland                     | かぞくのくに / Kazoku no kuni | Japonês, Coreano                | Yong-hi Yang                       | Não indicado    |
| Letônia              |                                | Gulf Stream Under the Iceberg    | Golfa straume zem ledus kalna | Russo                           | Yevgeni Pashkevich                 | Não indicado    |
| Lituânia             |                                | Ramin                            | Ramin                         | Georgiano                       | Audrius Stonys                     | Não indicado    |
| Macedónia do Norte   |                                | The Third Half                   | Трето полувреме               | Macedônio, Alemão, Búlgaro      | Darko Mitrevski                    | Não indicado    |
| Malásia              |                                | Bunohan                          | Bunohan                       | Malaio                          | Dain Said                          | Não indicado    |
| Marrocos             |                                | Death for Sale                   | موت للبيع                     | Árabe                           | Faouzi Bensaïdi                    | Não indicado    |
| México               | Depois de Lúcia                | After Lucia                      | Después de Lucía              | Espanhol                        | Michel Franco                      | Não indicado    |
| Noruega              | Kon Tiki - A Viagem Impossível | Kon-Tiki                         | Kon-Tiki                      | Norueguês                       | Joachim Rønning and Espen Sandberg | Indicado        |
| Países Baixos        | Kauwboy                        | Kauwboy                          | Kauwboy                       | Holandês                        | Boudewijn Koole                    | Não indicado    |
| Palestina            | Quando vi você                 | When I Saw You                   | لما شفتك                      | Árabe                           | Annemarie Jacir                    | Não indicado    |
| Peru                 | As Más Intenções               | The Bad Intentions               | Las malas intenciones         | Espanhol                        | Rosario Garcia-Montero             | Não indicado    |
| Polónia              | 80 Milhões                     | 80 Million                       | 80 milionów                   | Polonês                         | Waldemar Krzystek                  | Não indicado    |
| Portugal             | Sangue do meu Sangue           | Blood of My Blood                | Sangue do meu Sangue          | Português                       | João Canijo                        | Não indicado    |
| Quênia               |                                | Nairobi Half Life                | Nairobi Half Life             | Swahili                         | David 'Tosh' Gitonga               | Não indicado    |
| Quirguistão          |                                | The Empty Home                   | Пустой дом                    | Quirguiz, Russo, Francês        | Nurbek Egen                        | Não indicado    |
| Roménia              | Além das Montanhas             | Beyond the Hills                 | După dealuri                  | Romeno                          | Cristian Mungiu                    | Pré-lista       |
| República Dominicana |                                | Jaque Mate                       | Jaque Mate                    | Espanhol                        | José María Cabral                  | Não indicado    |
| Rússia               | Tigre Branco                   | White Tiger                      | Белый тигр                    | Russo                           | Karen Shakhnazarov                 | Não indicado    |
| Sérvia               | Quando o Dia Amanhece          | When Day Breaks                  | Кад сване дан                 | Sérvio                          | Goran Paskaljević                  | Não indicado    |
| Singapura            |                                | Already Famous                   | Already Famous                | Chinês, Hokkien, Malaio, Inglês | Michelle Chong                     | Não indicado    |
| Suécia               | O Hipnotista                   | The Hypnotist                    | Hypnotisören                  | Sueco                           | Lasse Hallström                    | Não indicado    |
| Suíça                | Minha Irmã                     | Sister                           | L'Enfant d'en haut            | Francês                         | Ursula Meier                       | Pré-lista       |
| Tailândia            |                                | Headshot                         | ฝนตกขึ้นฟ้า                      | Tailandês                       | Pen-Ek Ratanaruang                 | Não indicado    |
| Taiwan               |                                | Touch of the Light               | 逆光飛翔                      | Língua mandarim                 | Chang Jung-Chi                     | Não indicado    |
| Turquia              |                                | Where the Fire Burns             | Ateşin Düştüğü Yer            | Turco                           | İsmail Güneş                       | Não indicado    |
| Ucrânia              |                                | The Firecrosser                  | Той, хто пройшов крізь вогонь | Ucraniano, Russo, Inglês, Tatar | Mykhailo Illienko                  | Não indicado    |
| Uruguai              | A Demora                       | The Delay                        | La Demora                     | Espanhol                        | Rodrigo Plá                        | Não indicado    |
| Venezuela            |                                | Rock, Paper, Scissors            | Piedra, papel o tijera        | Espanhol                        | Hernán Jabes                       | Não indicado    |
| Vietname             |                                | The Scent of Burning Grass       | Mùi cỏ cháy                   | Vietnamita                      | Nguyễn Hữu Mười                    | Não indicado    |

## Outros países
A Asociación de Cineastas Bolivianos propôs o envio do filme Insurgentes de Jorge Sanjinés para representar a Bolívia, e convidou os produtores do filme a reunirem os documentos necessários para a inscrição. No entanto, afrimando dificuldades com a data limite, os produtores do filme não quiseram participar.
Cuba optou por não inscrever um filme.
O Irã confirmou sua participação na competição em 21 de setembro de 2012, observando, no entanto, que considerou boicotar o Oscar devido a divulgação no YouTube do vídeo Innocence of Muslims  feito nos Estados Unidos. Em 24 de setembro o comitê de seleção oficial do Irã havia selecionado A Cube of Sugar, de Reza Mirkarimi, como seu representante. Porém, no mesmo dia, o ministro da Cultura e Orientação Islâmica do Irã, Mohammad Hosseini, confirmou que o Irã iria boicotar o Oscar.